# دانيال بيريرا (لاعب كرة قدم)
دانيال بيريرا (بالإسبانية: Daniel Pereira) هو لاعب كرة قدم فنزويلي، ولد في 14 يوليو 2000 في كاراكاس في فنزويلا. لعب مع نادي أوستن.

## وصلات خارجية
- دانيال بيريرا على موقع الدوري الأمريكي (الإنجليزية)
- دانيال بيريرا على موقع قاعدة بيانات كرة القدم.إي يو (الإنجليزية)
- دانيال بيريرا على موقع Soccerbase.com (لاعب) (الإنجليزية)
- دانيال بيريرا على موقع Soccerway.com (الإنجليزية)